# Linia kolejowa Bebra – Baunatal-Guntershausen
Linia kolejowa Bebra – Baunatal-Guntershausen – ważna, dwutorowa magistra kolejowa w Niemczech, w kraju związkowym Hesja. Biegnie z miejscowości Bebra do dworca Baunatal-Guntershausen.